# San Juan del Piraí (Monteagudo)
San Juan del Piraí ist eine Ortschaft im Departamento Chuquisaca im südamerikanischen Anden-Staat Bolivien. 

## Lage im Nahraum
San Juan del Piraí ist zentraler Ort des Cantón San Juan del Piraí im Municipio Monteagudo in der Provinz Hernando Siles. San Juan liegt auf einer Höhe von 1202 m am linken Ufer des  Río Parapetí und wird eingerahmt durch nord-südlich verlaufende Bergketten mit üppiger Vegetation.

## Geographie
San Juan del Piraí liegt im Bereich des tropischen Klimas am westlichen Rand des feuchten, subandinen Chaco Boliviens.
Der Jahresniederschlag beträgt 875 mm, in den Monaten Juli bis September herrscht in der Region eine ausgeprägte Trockenzeit mit Monatsniederschlägen von nur 10 mm (siehe Klimadiagramm Camiri), während die Feuchtezeit von November bis April dauert und die Monate Dezember und Januar durch teils heftige Regenfälle gekennzeichnet sind. Die Jahresdurchschnittstemperatur beträgt etwa 23 °C, mit 17 bis 18 °C von Juni bis Juli und über 26 °C von November bis Dezember.

## Verkehrsnetz
San Juan del Piraí liegt in einer Entfernung von 392 Straßenkilometern südöstlich von Sucre, der Hauptstadt des Departamentos.
Von Sucre aus führt die über weite Strecken unbefestigte Nationalstraße Ruta 6 in südöstlicher Richtung über die Städte Tarabuco, Zudáñez, Tomina und Padilla nach Monteagudo. Von Padilla kommend führt vierzehn Kilometer vor Monteagudo eine unbefestigte Landstraße nach Südwesten zum "Cañón de Heredia". Nach fünf Kilometern zweigt eine Landstraße in südlicher Richtung ab, die auf ihrem 85 Kilometer langen Weg mehrere Passhöhen von bis zu 1750 m überschreitet und häufige Flussdurchfahrten aufweist, bis sie an ihrem Ende San Juan del Piraí erreicht.

## Bevölkerung
Die Einwohnerzahl der Ortschaft war in den vergangenen beiden Jahrzehnten deutlichen Schwankungen unterworfen:
| Jahr | Einwohner | Quelle       |
| ---- | --------- | ------------ |
| 1992 | 362       | Volkszählung |
| 2001 | 625       | Volkszählung |
| 2012 | 459       | Volkszählung |
| 2024 |           | Volkszählung |

Die Region weist einen gewissen Anteil an Quechua-Bevölkerung auf, im Municipio Monteagudo sprechen 12,0 Prozent der Bevölkerung die Quechua-Sprache.